# Balekambang (Mancak)
Balekambang is een bestuurslaag in het regentschap Serang van de provincie Banten, Indonesië. Balekambang telt 2088 inwoners (volkstelling 2010).